# Herzog von Soma

Wappen

Herzog von Soma ist ein spanischer Adelstitel, der zuerst im Jahre 1502 durch Ferdinand II. von Aragonien an Ramón Folch de Cardona verliehen wurde. Mit dem vierten Herzog, Antonio de Cardona Fernández de Córdoba, fiel der Titel an das Haus Baena.
Unter der Regentschaft Maria Christina von Österreichs für Alfons XIII. 1893 rehabilitiert, wurde der Titel an die Familie Osorio de Moscoso vergeben. Der derzeitige und 18. Träger des Titels ist Jaime Ruiz de Bucesta Mora.

## Liste der Herzöge
| #          | Name                                                                            | Zeitraum  |
| ---------- | ------------------------------------------------------------------------------- | --------- |
| I          | Ramón Folch de Cardona y Requesens                                              | 1502–1522 |
| II         | Fernando Folch de Cardona y Requesens                                           | 1522–1571 |
| III        | Luis Folch de Cardona y Fernández de Córdoba                                    | 1571–1574 |
| IV         | Antonio Fernández de Córdoba Folch de Cardona y Requesens                       | 1574–1606 |
| V          | Luis Fernández de Córdoba y Aragón                                              | 1606–1642 |
| VI         | Antonio Fernández de Córdoba Folch de Cardona Anglesola Aragón y Requesens      | 1642–1659 |
| VII        | Francisco María Fernández de Córdoba Folch de Cardona Aragón y Requesens        | 1659–1688 |
| VIII       | Félix María Fernández de Córdoba Cardona y Requesens                            | 1688–1709 |
| IX         | Francisco Javier Fernández de Córdoba Cardona y Requesens                       | 1709–1750 |
| X          | Buenaventura Francisca Fernández de Córdoba Folch de Cardona Requesens y Aragón | 1750–1768 |
| XI         | Ventura Osorio de Moscoso y Fernández de Córdoba                                | 1768–1776 |
| XII        | Vicente Joaquín Osorio de Moscoso y Guzmán                                      | 1776–1816 |
| XIII       | Vicente Isabel Osorio de Moscoso y Álvarez de Toledo                            | 1816–1837 |
| XIV        | Vicente Pío Osorio de Moscoso y Ponce de León                                   | 1837–1864 |
| Erneuerung |                                                                                 |           |
| XV         | Alfonso Osorio de Moscoso y Osorio de Moscoso                                   | 1893–1901 |
| XVI        | María Eulalia Osorio de Moscoso y López de Ansó                                 | 1901–1975 |
| XVII       | José María Ruiz de Bucesta y Osorio de Moscoso                                  | 1975–2019 |
| XVIII      | Jaime Ruiz de Bucesta de Mora y Aragón                                          | 2020–     |